# Laelia coenosa
Laelia coenosa — вид лускокрилих комах з родини еребід (Erebidae).

## Поширення
Вид поширений в Північній Африці, Південній і Центральній Європі, через Росію та Східну Азію аж до Японії. Вони живуть на краю водойм або на болотах та інших вологих місцях з великими запасами очерету та осоки.

## Опис

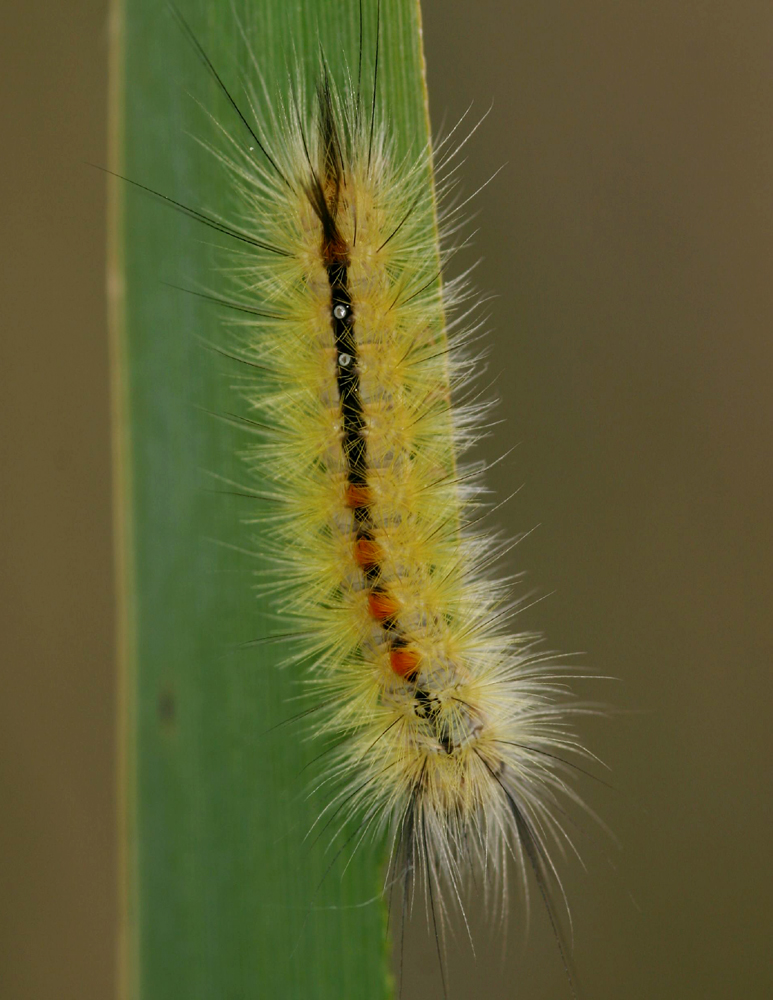
Гусінь

Розмах крил 35-50 мм. У самця передні крила білувато-вохристі, з коричневим відтінком, особливо в бік ребра. Між венами є дуже нечітка пухнаста дискальна точка та задня серія кількох пухнастих точок. Задні крила білуваті, до верхівки коричневі. У самиці передні та задні крила білуваті. Личинка чорнувата, волоски жовтуваті; смужки на 2 і 12 сегменті коричневі або чорнуваті, пучки на 5-8 сегменті жовтуваті.

## Спосіб життя
Літає міль з липня по серпень залежно від місця розташування. Личинки живляться Phragmites australis та Phragmites communis, а також видами Festuca, Carex та Cladium.